# Kenneth Cosimo Henriksson
Sven Kenneth Cosimo Henriksson, född Henriksson, född 28 december 1959 i Karesuando församling i Norrbottens län, är en svensk kompositör och musikproducent under artistnamnet Kenneth Cosimo. Arbetar även under namnet The Institute of highspeedart. Han har skrivit musik till långfilmer, kortfilmer, teaterföreställningar och dansföreställningar. 
För ”Flip a Coin” i regi av David Flamholc vann Cosimo pris för  ”bästa originalmusik” på Brooklyn international Filmfestival 2005 . För musiken i Lithivm skrev Variety följande:  "Production values on $500,000 pic are memorable, from Kenneth Cosimo’s jarring techno score to d.p. Marten Nilsson’s stunning images, which at extreme moments saturate the screen with ultra-grainy textures in a urine-like yellow.”
Cosimo har även producerat skivutgivningar, bland annat "Kör solen kör!" med poeten Bob Hansson.

## Diskografi
Filmmusik
- ”Gringa” Regi: Cesar Galindo 2010
- ”Runo” dokumentär av Anna Larsson 2009
- ”Ryssviken” dokumäntär av Åse Fougner 2008
- ”Flip a Coin” långfilm. Regi: David Flamholc 2004
- ”House of the Tiger King” dokumentärfilm av David Flamholc 2004
- ”Pachamama” kortfilm. Regi: Cesar Galindo 2003
- ”Staden” kortfilm. Regi: Stefan Wrenfelt 2002
- ”Looking at the stars” kortfilm. Regi: David Flamholc & Francisco Centofanti 2001
- ”La La La Lucha” musikfilm. Regi: Mårten Nilsson 1999
- ”Ken” kortfilm. Regi: Josefina Ivehammar 1999
- ”Svitjod 2000+” dokumentärfilm. Regi: David Flamholc och Mårten Nilsson 2000
- ”Lithivm” långfilm. Regi: David Flamholc 1998
- ”Nattbuss 807” långfilm. Regi: David Flamholc 1997
- ”Inte utan Priidor” dokumentärfilm. Regi: Erik Gandini 1996
- ”Antiloper” kortfilm. Regi: Mårten Nilsson 1995
- ”YAKO” kortfilm. Regi: Cesar Galindo 1995
- ”Kungen av Danvikstull”  musikfilm. Regi: Cesar Galindo 1992
- ”Mannen och fågeln” animerad barnfilm regi: Hoscang Moschiri 1992
- ”Skomakarens besvärliga tillstånd” kortfilm. Regi: Santiago Pinto 1991
- ”Huset Martusita” kortfilm. Regi: Cesar Galindo 1990
- ”För guld skull”  dokumentärfilm. Regi: Cesar Galindo 1990
- ”Konst på arbetet” kortfilm. Regi: Hoscang Moschiri 1990

Musik till teaterföreställningar 
- "Mot Vidare mot” Regi: Teatermaskinen 2014
- ”Hamletmaskinen” Regi: Teatermaskinen och La communauté inavouable 2012
- ”Mor Pegg” Regi: Teater Kaos 2007
- ”@work” Regi: Teatermaskinen 2007
- ”Logosfält” Regi: Teatermaskinen 2005
- ”Till Damaskus” Regi: Teater Kaos 2004
- ”extasy +/- noll” Regi: Teatermaskinen 2001
- ”Gränsmaterial WW 4” Regi: Teatermaskinen 2000
- ”Mordet på Marat” Regi: Niklas Westergren. (Musiken skriven tillsammans med Martin Kuchen) Alias Teatern 1998
- ”Fadermordet” Regi: Niklas Westergren. Uppsala Stadsteater 1997
- ”Skärseld” Regi: Niklas Westergren. Ensembleteatern 1996
- ”Västra kajen” Regi: Ulf Aldevinge. Alias Teatern 1995
- ”Spegeln” Barnföreställning Alias Teatern 1995
- ”Ay Carmela” Alias Teatern 1994
- ”En dåres försvarstal” Regi: Niklas Westergren. Teater Kaos 1994

Musik till dansföreställningar
- ”Gissa Diagnosen” Koreografi: Dansmaskinen 2014
- ”Tillfällig Monad” Koreografi: Integro (Peru) och Dansmaskinen 2013
- ”De sju dödssynderna” Koreografi: Noll Corpus 2012
- ”O-Tid” Koreografi: Noll Corpus 2010
- ”Bortglömda Världar” Koreografi: Noll Corpus 2009
- ”Ki” Koreografi: Noll Corpus 2008
- ”Bergtagen” Koreografi: Noll corpus 2004
- ”Katarina den store” Koreograf: Gunilla Heilborn 2002
- ”Priapos skugga” Koreografi: Mia Bohlin och Åsa Linder 2001
- ”Orenda”  Koreografi: Mia Bohlin och Åsa Linder 1999
- ”Alldeles absolut A” Koreograf: Claire Parsons 1998
- ”Bara 400 meter kvar till stranden” Koreograf: Gunilla Heilborn 1998
- ”Guatemala remix” Koreograf: Claire Parsons 1997
- ”Within the quota” Koreograf: Örjan Andersson 1996
- ”Lost in space” Koreograf: Gunilla Heilborn 1996